# Неярохина, Зинаида Васильевна
Зинаида Васильевна Неярохина (род. 15 февраля 1951, с. Родники, Ипатовский район, Ставропольский край) — политический деятель. Председатель городской думы и глава города Ростов-на-Дону.

## Биография
В 1972 году окончила физико-математический факультет Ставропольского государственного педагогического института по специальности учитель математики. Более десяти лет проработала в учреждениях народного образования.
В 1985 году окончила Ростовскую Высшую партийную школу. С 1987 по 1994 год депутат Ленинского районного совета народных депутатов Ростова-на-Дону. В это же время была секретарем исполкома, заместителем председателя исполкома, председателем Ленинского районного Совета народных депутатов. В 1994 году была избрана депутатом Ростовской-на-Дону городской думы первого созыва (одновременно занимая должность заместителя мэра Ростова-на-Дону до 2005 года), в 1997 году — второго, в 2001 году — третьего, в 2005 году — четвертого, в 2010 году — пятого, в 2015 году — шестого созывов. В 2005 и 2010 годах избиралась председателем Ростовской-на-Дону городской думы: 4 и 5 созыва.
С 15 октября 2014 года занимает пост Председателя городской думы 5 созыва и главы города Ростов-на-Дону. 28 сентября 2015 года переизбрана депутатами 6 созыва председателем городской думы—главой города.

## Награды
- Орден Дружбы (2005).
- Медаль ордена «За заслуги перед Отечеством» I степени (21 августа 2020) — за достигнутые трудовые успехи и многолетнюю добросовестную работу[5].
- Медаль ордена «За заслуги перед Отечеством» II степени[2] (1999).
- Почётная грамота Государственной Думы (2016)[6].
- Медаль ордена «За заслуги перед Ростовской областью» (2011).
- Знак отличия «За заслуги перед городом Ростов-на-Дону» (2016).